# Deir el-Bahari

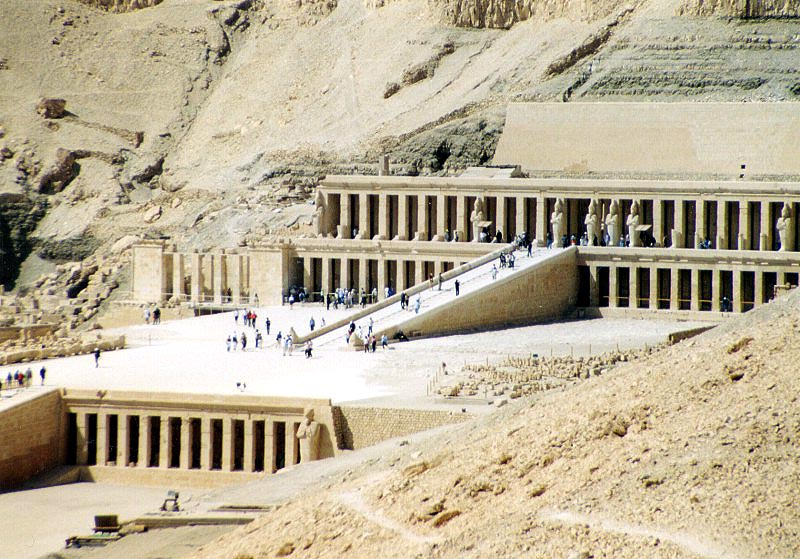
Temple d'Hatshepsut

Deir al-Bahrí o Deir el-Bahari (àrab: الدير البحري, ad-Dayr al-Baḥrī, literalment ‘el Monestir Septentrional’) és un lloc d'Egipte on es conserva un important conjunt de temples i de tombes d'època faraònica. Està situat a l'oest de Luxor (a la riba oest del riu Nil) i a l'est de la vall dels Reis i al nord-oest de la zona dels temples de la necròpoli tebana, els quals es troben dins d'una franja de terra que queda entre la riba del riu i els camps de cultiu, i el desert. La zona està coronada per una muntanya en forma de piràmide anomenada el-Qurn.
Per les restes que s'han trobat, la construcció en aquest lloc, la va començar el faraó Mentuhotep I (II) de la dinastia XI. Amenofis I (també conegut com a Amenhotep I), faraó de la dinastia XVIII, va ser el primer a tornar a construir a la zona. És possible que Amenofis I fundés Deir al-Madinah, la vila dels treballadors de la vall dels Reis, ja que el van deïficar i convertir en patró del poble (juntament amb la seva mare Amosis-Nefertari) a la seva mort. Hatshepsut també hi va construir àmpliament, així com el seu successor Tuthmosis III. També es van construir una sèrie de cementiris per a membres de la classe alta al voltant dels temples, amb tombes que daten des de l'Imperi mitjà fins a l'època ptolemaica.

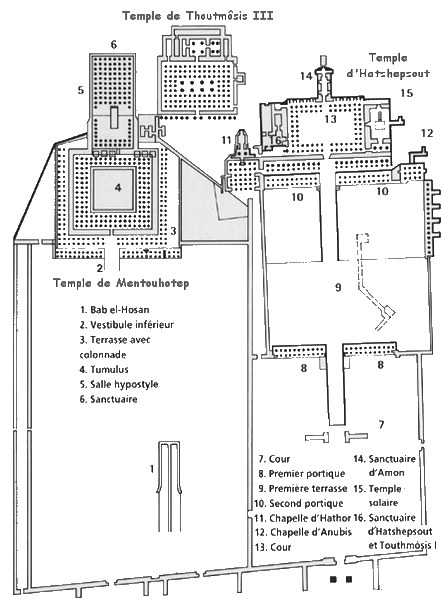
Mapa dels temples

## Temple funerari de Nebhepetre Mentuhotep
El temple mortuori (o casa del milió d'anys) de Mentuhotep II, a l'oest de la necròpoli d'Assassif (vall dels nobles), recull elements de les piràmides, i és el més antic dels temples d'aquesta gran necròpoli. Està dedicat al culte a la dea Hathor. Descobert a la meitat del segle xix, fou excavat a començaments el segle xx i del 1968 al 1971. A l'oest, es troben les restes del temple de Tuthmosis III, i a tocar d'aquest està el temple mortuori d'Hatshepsut.

## Temple d'Amenofis I
El faraó Amenofis I va construir un temple a la banda nord. D'aquest temple, només se'n conserven unes quantes pedres i algunes estàtues que es van traslladar al temple de Mentuhotep. El temple va desaparèixer durant la dinastia XVIII, quan Hatshepsut va decidir construir el seu propi temple en el mateix emplaçament. És possible que, en un principi, s'hagués previst de mantenir el temple original i afegir-lo al complex dedicat a la faraona, però al final es va desmuntar i només se'n van salvar les estàtues i algunes pedres.

## Temple d'Hatshepsut
Possiblement el temple funerari egipci més conegut i més visitat, i també la peça central del complex, és el d'Hatshepsut a Deir el Bahari. Va ser construït segons els dissenys de l'arquitecte i djati reial Senenmut, de qui es diu que podia haver estat amant de la reina. És un temple únic per les seves característiques arquitectòniques. El temple es basa en la construcció del temple de Mentuhotep II, semiexcavat a la roca en diversos nivells o terrasses, amb rampes i grans columnates formant porxades amb escultures i relleus policromats que formen part de l'estructura del temple i que mostren les gestes de la reina faraona. L'edifici està alineat amb el temple de Karnak i la tomba d'Hatshepsut i del seu pare, la KV20.
Al final de la calçada funerària del temple, en direcció est, es troben les restes d'un altre temple, el temple de la Vall d'Hatshepsut, dins de la zona de la necròpoli d'Al-Assassif.

## Temple de Tuthmosis III
Tuthmosis III va heretar el tron d'Hatshepsut; tot i que de nen havien estat corregents, la reina es va quedar el tron al·legant que el seu pare, Tuthmosis I, l'havia designat hereva i que Tuthmosis III, el fill del seu marit i germà (Tuthmosis II) i una altra dona, ja regnaria més tard. Arran d'aquestes circumstàncies, Tuthmosis III va atacar els monuments d'Hatshepsut quan ella va morir, inclòs el temple de Deir el-Bahari, tot i que va decidir copiar-lo, en un temple més petit, i ocupant el poc espai (en comparació amb els altres temples) que quedava entre el temple d'Hatshepsut i el de Mentuhotep II.

## Amagatall de les mòmies reials
A la darreria de l'Imperi nou i a principi del tercer període intermedi, durant les dinasties XX i XXI, moltes tombes reials van ser saquejades. Els summes sacerdots d'Amon, responsables religiosos i polítics de la vall dels Reis, van traslladar les mòmies diverses vegades fins que, durant el regnat de Sheshonq I (primer faraó de la dinastia XXII), una cinquantena va quedar allotjada a la tomba de Pinedjem II i la seva família, avui coneguda com a TT320 (abans DB320, les sigles de Deir el-Bahari). Allà, s'hi van descobrir una cinquantena de mòmies, algunes amb el seu sarcòfag i part de l'aixovar funerari; la majoria pertanyien als faraons o a les seves famílies i dataven de les dinasties XVIII i XIX. Cap al 1871, una família de la zona, els Abd el-Rasul, van trobar l'amagatall, segons les seves paraules, per casualitat, mentre cercaven una cabra extraviada. La família va estar un temps saquejant la tomba i venent-ne els continguts en el mercat negre, fins que les autoritats se'n van assabentar i el descobriment es va fer públic. De les mòmies que es van recuperar, les més destacades són les d'Amenofis I, Hatshepsut,Tuthmosis I, Tuthmosis II i Tuthmosis III, Seti I i Ramsès II.

## Les tombes dels nobles

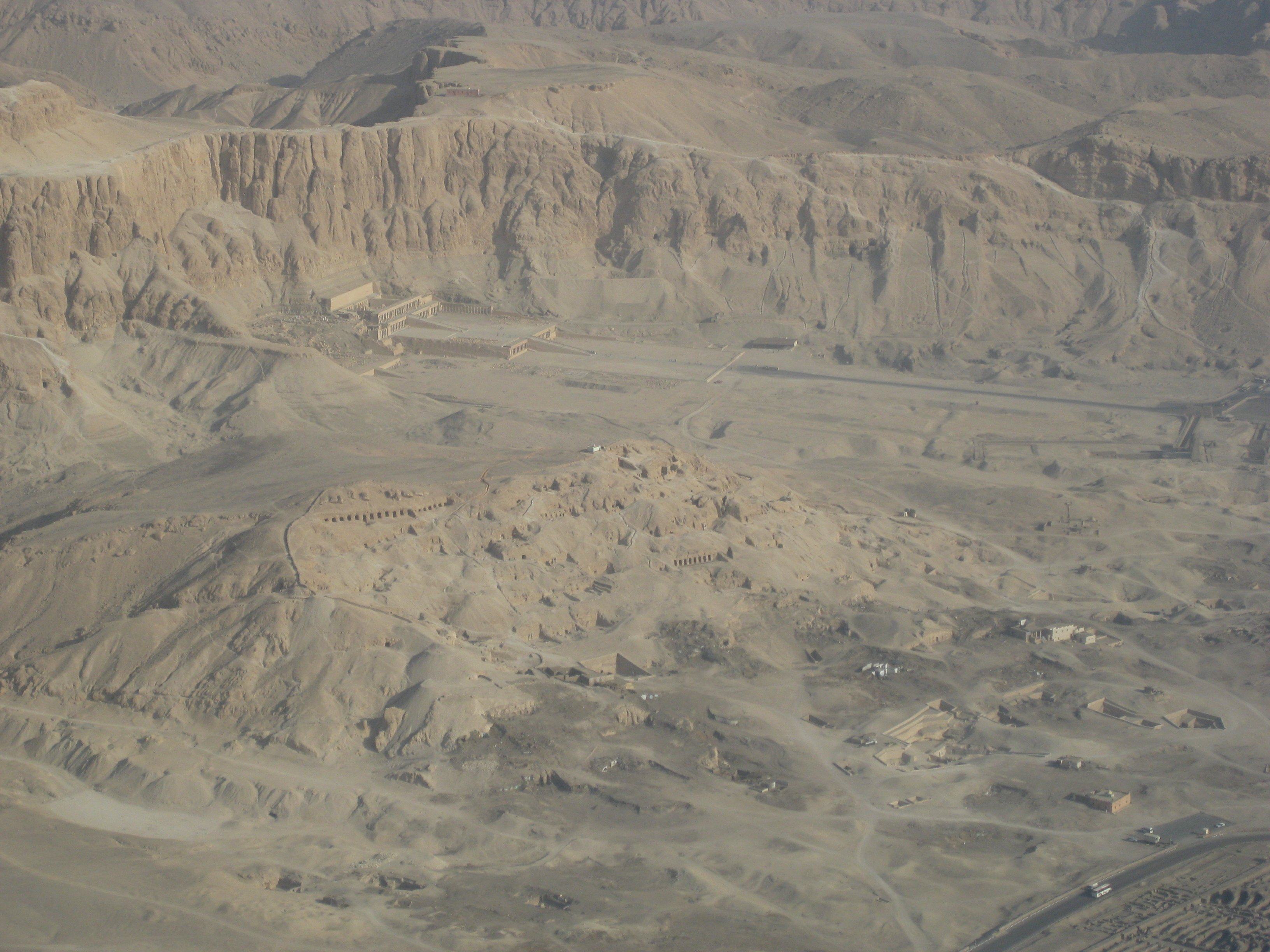
Fotografia aèria de Sheik Abd el-Qurna amb els temples al fons

A la necròpoli tebana, hi ha diverses zones dedicades a les tombes de nobles, sacerdots i alts funcionaris principalment de l'Imperi nou (també n'hi ha de l'època de Mentuhotep, l'Imperi mitjà); cada zona o cementiri té el seu nom (Qurnet Murrai, Dra Abu el-Naga, Sheikh Abd el-Qurna, al-Assassif, el-Khokha…), però totes s'agrupen sota el terme vall dels Nobles. Dins d'aquest grup, també s'inclouen sovint les tombes dels treballadors de Deir el-Medina, sobretot per la seva situació i per la riquesa i la particularitat d'aquestes tombes. La nomenclatura de les tombes de la necròpoli tebana que no pertanyen a la vall dels Reis ni a la vall de les Reines es cataloguen avui dia amb el número de la tomba i les sigles "TT" davant (de l'anglès Teban Tomb, tomba tebana); aquí s'inclouen totes les de la vall dels Nobles i les de Deir el-Medina. Algunes de les tombes més destacades es troben al costat i al voltant de Deir el-Bahari, situades a les bandes nord (Dra Abu el-Naga), est (al-Assassif i el-Khokha) i sud (Sheil Abd el-Qurna, Qurnet Murrai i Deir el-Medina) de les muntanyes que fan d'amfiteatre natural als temples. Hi ha diversos milers de tombes a la vall dels Nobles, però només se'n poden visitar al voltant d'una vintena.
La majoria de tombes estan construïdes a la roca, en general tenen forma de "T" invertida i es divideixen en tres zones, l'una a nivell de terra composta per un pati amb dues esteles i alguna escultura, una mena de porxo fals amb columnes esculpides a la roca i un passadís darrere les columnes, una entrada que mena a la zona cerimonial i d'ofrenes que acaba en un pou (la segona zona) i l'àrea del sepulcre, amb el sarcòfag, al fons del pou, sovint amb un passadís de fins a 10 m que enllaça el pou i la cambra funerària (la tercera zona). Es creu que cada zona tenia un simbolisme mitològic relacionat amb el viatge pel més enllà, la resurrecció i els déus egipcis: la tercera zona correspondria a la Duat (el més enllà dels antics egipcis), la segona zona seria la terrenal o món dels vius i la primera zona, il·luminada pel sol, estaria relacionada amb Amon-Ra i el món celestial egipci.
Algunes de les tombes principals, properes als temples, són:
- Tomba de Kemsit (TT308)
- Tomba de Meketre (TT280)
- Tomba del canceller del rei del Baix Egipte (TT310)
- Tomba de Khety (TT311)
- Tomba del djati Nespekashuti (TT312)
- Tomba d'Henenu (TT313)
- Tomba d'Horhotep (TT314)
- Tomba d'Ipi (TT315)
- Tomba de Neferhotep (TT316)
- Tomba de la reina Nofru, esposa de Mentuhotep II (TT319)
- Tomba de la reina Amosis Inhapi, esposa de Seqenenra, faraó de la dinastia XVII (possiblement la tomba penjant WN-A)[4]
- Tomba de la reina Hatshepsut, una tomba penjant (igual que la d'Amosis Inhapi), la primera tomba que es va construir i que mai va arribar a utilitzar, a un quilòmetre i mig dels temples.[5]
- Tomba de Senenmut (TT353, tot i que en té una altra, la TT71)
- Tomba d'Amosis Meritamon, filla de Tuthmosis III i dona d'Amenofis II (TT358)

## Terrorisme
El 17 de novembre del 1997, a primeres hores del matí, Deir el Bahari va ser l'escenari d'una massacre que va omplir les planes dels diaris arreu i que es coneix com la massacre de Luxor. 62 persones van ser assassinades, 58 eren turistes que visitaven els temples i 4 eren egipcis. Sembla que l'atemptat va ser instigat pel grup islamista al-Gama'a al-Islamiyya en contra del govern del Caire. L'atemptat no va tenir els efectes desitjats entre els militants i l'opinió pública s'hi va girar en contra, el grup es va dividir i es va acabar declarant un "alto el foc". Pel que fa al turisme a Egipte en general i a Luxor en particular, va baixar considerablement i no es va tornar a recuperar.